# اوسوستری
latitudeاوسوستریlongitudeاوسوستری
اوسوستری (به انگلیسی: Oswestry) یک شهرک در بریتانیا است که در شروپ‌شر واقع شده‌است.

## خصوصیات
اوسوستری ۱۷٬۱۰۵ نفر جمعیت دارد.